# Chambre d'assemblée de Terre-Neuve-et-Labrador
50e législature de
Terre-Neuve-et-Labrador
Édifice de la Confédération (en)
La Chambre d'assemblée de Terre-Neuve-et-Labrador (en anglais :  Newfoundland and Labrador House of Assembly) est l'unique chambre de l'Assemblée générale de Terre-Neuve-et-Labrador (en) qu'elle forme avec le lieutenant-gouverneur, représentant du souverain dans la province.

## Siège
Son siège est situé dans l'immeuble de la Confédération à Saint-Jean.

## Système électoral
La Chambre d'assemblée est composée de 40 sièges pourvus pour quatre ans au scrutin uninominal majoritaire à un tour dans autant de circonscriptions électorales,,.

## Composition actuelle
Depuis les élections de 2021, trois formations politiques y sont représentés :
| Parti politique          | Parti politique            | Députés | Statut                 |
| ------------------------ | -------------------------- | ------- | ---------------------- |
|                          | Parti libéral              | 23      | Forme le gouvernement. |
|                          | Progressiste-conservateur  | 12      | Opposition officielle. |
|                          | Nouveau Parti démocratique | 3       |                        |
|                          | Indépendants               | 2       |                        |
| Total                    | Total                      | 40      |                        |
| Majorité gouvernementale | Majorité gouvernementale   | 21      |                        |

### Liste de députés
Les noms des ministres sont représentés en italique, et les chefs des partis en gras; le président de la chambre est désigné par un obelus.
|  | Nom                      | Parti                     | Circonscription                    |
|  | ------------------------ | ------------------------- | ---------------------------------- |
|  | John Abbott              | Libéral                   | Saint-Jean-Est–Quidi Vidi          |
|  | Derek Bennett †          | Libéral                   | Lewisporte–Twillingate             |
|  | Derrick Bragg            | Libéral                   | L'Île Fogo–Cap Freels              |
|  | David Brazil             | Progressiste-conservateur | Baie de la Conception-Est–Île Bell |
|  | Jordan Brown             | NPD                       | Labrador-Ouest                     |
|  | Gerry Byrne              | Libéral                   | Corner Brook                       |
|  | Siobhán Coady            | Libéral                   | Saint-Jean-Ouest                   |
|  | Helen Conway-Ottenheimer | Progressiste-conservateur | Harbour Main                       |
|  | Steve Crocker            | Libéral                   | Carbonear–Trinity–Bay de Verde     |
|  | Bernard Davis            | Libéral                   | Virginia Waters–Pleasantville      |
|  | Lisa Dempster            | Libéral                   | Cartwright–L'Anse au Clair         |
|  | Jim Dinn                 | NPD                       | Saint-Jean-Centre                  |
|  | Paul Dinn                | Progressiste-conservateur | Topsail–Paradise                   |
|  | Jeff Dwyer               | Progressiste-conservateur | Placentia-Ouest–Bellevue           |
|  | Lela Evans               | NPD                       | Torngat Mountains                  |
|  | Pleaman Forsey           | Progressiste-conservateur | Exploits                           |
|  | Andrew Furey             | Libéral                   | Humber-Gros Morne                  |
|  | Sherry Gambin-Walsh      | Libéral                   | Placentia–St. Mary's               |
|  | John Haggie              | Libéral                   | Gander                             |
|  | John Hogan               | Libéral                   | Windsor Lake                       |
|  | Krista Lynn Howell       | Libéral                   | Sainte-Barbe–L'Anse aux Meadows    |
|  | Eddie Joyce              | Indépendant               | Humber-Bay of Islands              |
|  | Paul Lane                | Indépendant               | Mount Pearl–Southlands             |
|  | Elvis Loveless           | Libéral                   | Baie Fortune-Cap La Hune           |
|  | Loyola O'Driscoll        | Progressiste-conservateur | Ferryland                          |
|  | Tom Osborne              | Libéral                   | Waterford Valley                   |
|  | Craig Pardy              | Progressiste-conservateur | Bonavista                          |
|  | Lloyd Parrott            | Progressiste-conservateur | Terra Nova                         |
|  | Andrew Parsons           | Libéral                   | Burgeo–La Poile                    |
|  | Pam Parsons              | Libéral                   | Harbour Grace–Port de Grave        |
|  | Barry Petten             | Progressiste-conservateur | Baie de la Conception-Sud          |
|  | Paul Pike                | Libéral                   | Burin–Grand Bank                   |
|  | Scott Reid               | Libéral                   | St. George's-Humber                |
|  | Sarah Stoodley           | Libéral                   | Mount Scio                         |
|  | Lucy Stoyles             | Libéral                   | Mount Pearl-Nord                   |
|  | Chris Tibbs              | Progressiste-conservateur | Grand Falls-Windsor-Buchans        |
|  | Perry Trimper            | Libéral                   | Lac Melville                       |
|  | Tony Wakeham             | Progressiste-conservateur | Stephenville–Port-au-Port          |
|  | Joedy Wall               | Progressiste-conservateur | Cap St. Francis                    |
|  | Brian Warr               | Libéral                   | Baie Verte–Green Bay               |